# Liga Națională de Baschet Masculin
Die Liga Națională, früher auch als Divizia A bekannt, ist die höchste Spielklasse der Basketball-Ligen im Rumänien der Herren. Die Liga besteht aus 24 Vereinen, die in drei verschiedenen Divisionen spielen.

## Spielmodus
Die reguläre Saison beginnt im Oktober und wird im Turnus mit Hin- und Rückspiels (Heim- und Auswärtsspiel) ausgetragen.
Die besten acht Teams qualifizieren sich für die Play-offs, die im KO-Verfahren ausgetragen werden. Die beiden letzten Teams der Saison steigen in die Divizia B ab.

## Saison 2010–2011

### Teams der Saison 2010–2011
| Mannschaft                | Stadt          | Halle                           | Fassungsvermögen |
| ------------------------- | -------------- | ------------------------------- | ---------------- |
| BC Mures*                 | Târgu Mureș    | Sala Sporturilor Târgu Mureș    | 2000             |
| Steaua Turabo Bukarest*   | Bukarest       | Sala Mihai Viteazul             | 200              |
| Asesoft Ploiești*         | Ploiești       | Sala Sporturilor Olimpia        | 4000             |
| Gaz Metan Mediaș*         | Mediaș         | Sala Sporturilor Mediaș         | 1000             |
| U Cluj                    | Cluj-Napoca    | Sala Sporturilor Horia Demian   | 2500             |
| CS Energia Rovinari       | Târgu Jiu      | Sala Sporturilor Târgu Jiu      | 1000             |
| CSM Bukarest              | Bukarest       | Sala Sporturilor Bukarest       | 200              |
| Argeș Pitești             | Pitești        | Sala Sporturilor Trivale        | 1000             |
| BCM Elba Timișoara        | Timișoara      | Sala Constantin Jude            | 2000             |
| CS Otopeni                | Otopeni        | Sala Otopeni                    | 200              |
| SCM Universitatea Craiova | Craiova        | Sala Sporturilor Craiova        | 6000             |
| CSM Oradea                | Oradea         | Arena Antonio Alexa             | 2000             |
| CSU Sibiu                 | Sibiu          | Sala Transilvania               | 3000             |
| BC Miercurea Ciuc         | Miercurea Ciuc | Sala Sporturilor Miercurea Ciuc | 1500             |
| CSU Brașov                | Brașov         | Sala Sporturilor Brașov         | 2000             |
| Politehnica Iași          | Iași           | Sala Sporturilor Iași           | 1000             |

### Ergebnisse der Saison 2010–2011
- Aktueller Basketballmeister der Saison 2010/11 ist die Mannschaft von Universitatea Cluj-Napoca
- Absteiger waren CSU Brașov und Politehnica Iași